# Nook
Nook (nook) — торговая марка устройств для чтения электронных книг и планшетных компьютеров компании Barnes & Noble.

## Модели

### Nook
Nook — первое поколение устройств Nook. Книга была анонсирована 20 октября 2009 года в США и поступила в продажу 30 ноября того же года за 259 долларов.
Оригинальная версия Nook включает в себя модули Wi-Fi и 3G, E-ink-экран с диагональю 6 дюймов и маленький сенсорный экран, который служит в качестве основного устройства ввода. 21 июня 2010 года компания Barnes & Noble снизила цену до 199 долларов и анонсировала модель без 3G за 149 долларов. 26 октября 2010 года компания анонсировала Nook Color за 249 долларов. Эта версия Nook оснащена семидюймовым сенсорным LCD-экраном с разрешением 600 x 1024.

#### Характеристики
Nook имеет 2 дисплея: черно-белый E-Ink и цветной сенсорный экран, используемый для навигации и ввода текста. Страницы книги перелистываются с помощью кнопок, расположенных по бокам устройства. Nook использует бесплатное AT&T 3G-соединение (только в США) или Wi-Fi для подключения к интернет-магазину или интернету.
Устройство имеет слот для карты памяти типа MicroSD и сменный аккумулятор. Аккумулятор может быть заряжен через блок питания или micro-USB 2.0 кабель. Nook имеет встроенный словарь, браузер, аудиоплеер, колонки, игры и разъём TRS (3.5 мм) для наушников.
- Процессор: ARM Samsung S3C6410.
- Операционная система: Android.

### Nook Simple Touch
Nook Simple Touch — второе поколение устройств Nook, анонсированное 10 июня 2011 года (Wi-Fi версия). Книга оснащена сенсорным экраном на основе технологии E-Ink с разрешением 800x600 (SVGA), работающим при помощи инфракрасных лучей немного выше поверхности экрана. Nook Simple Touch имеет модуль беспроводной связи Wi-Fi 802.11 b/g/n и micro-USB порт для зарядки и подключения к компьютеру.

#### Характеристики
Как и ранее Nook Simple Touch предоставляет функцию LendMe, которая позволяет пользователям совместно использовать некоторые книги (в зависимости от лицензирования издателем книги). Покупателю разрешается один раз поделиться книгой с одним пользователем на срок до двух недель. Устройство может хранить около 1000 книг. Он имеет 2 ГБ внутренней памяти, из которых 1 ГБ отведён под программное обеспечение, 750 МБ — под покупки в магазине Barnes&Noble и 236 МБ — под файлы пользователя. Как и первое поколение книги устройство поддерживает карты памяти стандарта microSD и microSDHC.
- Производитель: Foxconn.
- Вес: 212 г.
- Размеры: 165 x 127 × 11,9 (мм).
- Дисплей: E-Ink Pearl, 6 дюймов (150 мм), 600 x 800 пикселей.
- Сенсорный экран: Инфракрасный.
- Интерфейсы подключения: Wi-Fi 802.11 b/g/n, USB.
- Процессор: 800 Mhz ARM Cortex-A8 TI OMAP[1].

### Nook Simple Touch with GlowLight
Внешне полная копия Nook Simple Touch с регулируемой светодиодной подсветкой экрана. Подсветка выполнена в виде линейки светодиодов по краям e-ink экрана, а также с помощью нанесения специального светорассеивающего покрытия на сам экран. Остальные параметры устройства остались без изменений.

## Использование дополнительных Android-приложений
Поскольку устройство работает на модифицированной версии ОС Android, возможен запуск сторонних приложений для ОС Android после модификации встроенного программного обеспечения. В процессе модификации пользователь получает доступ с правами root, а также доступ к файловой системе устройства. Получение root-доступа лишает гарантии (однако возможен откат к исходному режиму работы устройства, после чего определить наличие на нём root-доступа невозможно).